# Anthops ornatus
Anthops ornatus — є одним з видів кажанів родини Hipposideridae.

## Поширення
Країни поширення: Папуа Нова Гвінея (Північні Соломонові острови); Соломонові острови. Вид проживає від рівня моря до 200 м над рівнем моря. Цей маловідомий вид був записаний у вологих тропічних лісах і навколо сільських будинків. Як вважають, комахоїдний.

## Морфологія
Голова і тіло довжиною 47—50 мм, хвіст дуже короткий, передпліччя довжиною 48—51 мм. Вага одного самця була 8 гр. Хутро довге, м'яке, шовковисте, сірувато-буре. Рід схожий на Hipposideros, відрізняється сильно вкороченим хвостом і характеристиками зубів.